# Yên Chiêu công
Yên Chiêu công (chữ Hán: 燕昭公; trị vì: 586 TCN-574 TCN), là vị vua thứ 22 của nước Yên - chư hầu nhà Chu trong lịch sử Trung Quốc.
Ông là con của Yên Tuyên công- vị vua thứ 21 nước Yên, không rõ tên thật của ông là gì. Năm 587 TCN, Tuyên công mất, Chiêu công lên nối ngôi.
Dưới thời Yên Chiêu công, nước Yên đã mở nhiều chiến dịch quân sự nhằm mở rộng lãnh thổ sang các nước xung quanh, phía đông đánh Đông Hồ, chinh phạt Liêu Đông, tây đánh Tạo Dương, làm cho nước Yên từ một tiểu quốc nhỏ yếu trở nên một đất nước hùng mạnh.
Năm 574 TCN, Yên Chiêu công mất. Ông ở ngôi 13 năm. Yên Vũ công lên nối ngôi.